# Saint-Médard-de-Guizières
Saint-Médard-de-Guizières è un comune francese di 2 372 abitanti situato nel dipartimento della Gironda nella regione della Nuova Aquitania.

## Società

### Evoluzione demografica
Abitanti censiti